# سيناكارينثا
سيناكارينثا (بالتايلندية: สมเด็จพระศรีนครินทราบรมราชชนนี)‏ ولدت في 21 أكتوبر 1900 وتوفيت في 18 يوليو 1995، هي أم ملك تايلاند راما الثامن وبوميبول أدولياديج.